# Vlak bez voznog reda (1959.)
Vlak bez voznog reda, hrvatski dugometražni film iz 1959. godine.